# Gianfelice Schiavone
Gianfelice Schiavone Ercoli (Brescia, 28 febbraio 1935 – Brescia, 4 aprile 2019) è stato un calciatore italiano, di ruolo difensore.

## Carriera
Terzino, nell'estate 1959 venne acquistato dal Napoli, con la cui maglia disputò 18 partite in Serie A nella prima stagione e 17 nella seconda, conclusasi con la retrocessione dei partenopei in Serie B.
L'anno seguente collezionò 24 presenze, contribuendo alla promozione in massima serie della sua squadra, che conquistò altresì la Coppa Italia.
Negli anni '90 fu opinionista sportivo nell'emittente televisiva Retebrescia con Giacomo Valenti.

## Palmarès

### Club
- Coppa Italia: 1

Napoli: 1961-1962